# Unenlagiinae
De Unenlagiinae zijn een groep theropode dinosauriërs die behoren tot de groep van de Eumaniraptora.
In 1999 benoemde de Argentijnse paleontoloog José Bonaparte een onderfamilie Unenlagiinae om de nieuwe soort Unenlagia een plaats te geven.
In datzelfde jaar kwam de Amerikaanse paleontoloog Peter Makovicky met de eerste exacte definitie als klade: de groep bestaande uit Unenelagia comahuensis en alle soorten  nauwer verwant aan  Unenlagia dan aan Velociraptor mongoliensis. Makovicky wilde daarmee een groep aanduiden die mede de soort Rahonavis ostromi omvatte en dacht dat binnen de Dromaeosauridae de Velociraptorinae het nauwst aan de Unenlagiinae verwant waren. De relaties binnen de dromaesauriden zijn echter hoogst onzeker; zo bestaat er de mogelijkheid dat Rahonavis een vogel is.
Paul Sereno kwam daarom in 2005 met een aangepaste definitie die voor de zekerheid veel meer soorten uitsloot: de groep bestaande uit Unenlagia comahuensis Novas and Puerta 1997 en alle soorten nauwer verwant aan Unenlagia dan aan Velociraptor mongoliensis Osborn 1924, Dromaeosaurus albertensis Matthew & Brown 1922, Microraptor zhaoianus Xu et al. 2000 en de huismus Passer domesticus (Linnaeus 1758).
De groep bestaat uit kleine tot middelgrote roofsauriërs uit het Cenomanien tot Maastrichtien (93 tot 66 miljoen jaar geleden) van Zuid-Amerika en Madagaskar. De mogelijkheid bestaat dat allen afstammen van een kleine vliegende voorouder en dat ze als vliegende vormen de zuidelijke continenten gekoloniseerd hebben vanuit Azië of Amerika. Daarop wijst ook de mogelijkheid dat de, uit slecht materiaal bekende, Mongolische vorm Shanag tot de Unenlagiinae behoort, als meest basale bekende vorm. Mogelijke andere unenlagiinen zijn Buitreraptor en Austroraptor.
In 2011 stelde Federico Lisandro Agnolin dat de groep niet tot de Dromaeosauridae behoorde maar een Unenlagiidae vormde als zustergroep van de vogels.